# Robert-Aglaé Cauchoix

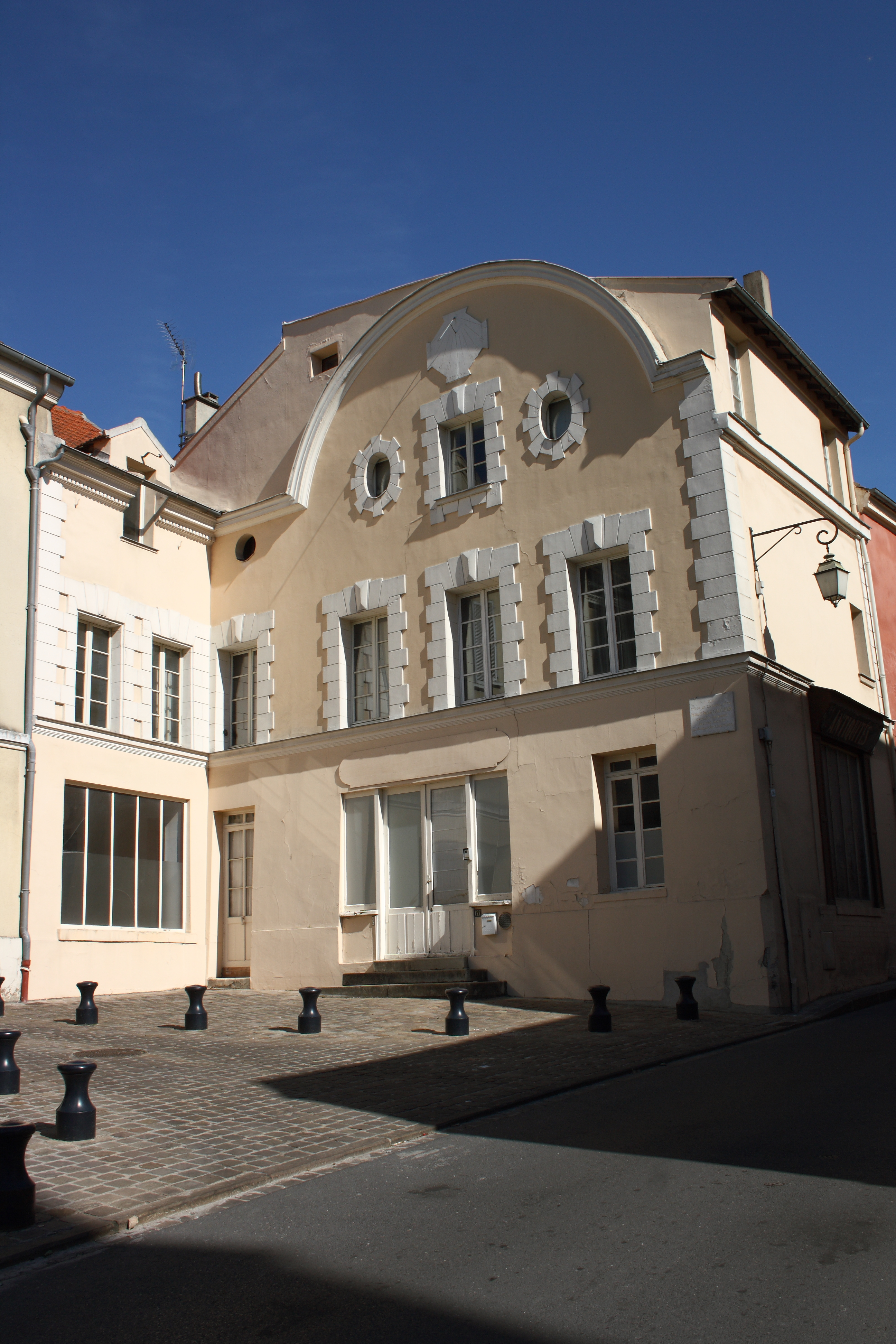
L'hôtel de la Prévôté, sur la petite place face à l'église à Cormeilles-en-Parisis, maison natale de Robert-Aglaé Cauchoix

Robert-Aglaé Cauchoix, né le 24 avril 1776 à Cormeilles-en-Parisis (Val-d'Oise) et mort le 5 février 1845 à Deuil, était un opticien français fabricant de lunettes astronomiques.

## Biographie
Robert-Aglaé Cauchoix naquit le 24 avril 1776 dans la maison d'angle de l'ancien hôtel de la Prévôté que son père, l'avocat parlementaire Antoine Cauchoix, avait acquise en 1760. Il étudia aux collèges de Navarre et de Lisieux avant de se consacrer en 1792 à la carrière d'opticien puis d'établir ses activités vers 1803 au Collège des Grassins puis au 27 quai Voltaire.
Il se maria en 1800 à la fille d'un autre opticien, monsieur Gonichon. À partir de 1813, il travailla avec Jean-Baptiste Biot sur le sujet de la polarisation, avant de partir en Angleterre pour un voyage dont il ramena la technologie des « verres périscopiques » inventés par William Hyde Wollaston.
Il a reçu en 1819 une médaille d'argent de la Société d'encouragement pour l'industrie nationale. Cette société lui a donné une médaille d'or en 1824 pour une lunette achromatique d'un pied d'ouverture, en même temps que Noël-Jean Lerebours. Aimé Guinand, fils de Pierre-Louis Guinand lui a fourni du verre flint pour fabriquer des lentilles achromatiques. Le verre flint a ensuite été réalisé en France grâce à une coopération entre Henri Guinand et Georges Bontemps qui ont été récompensés en 1840 par un prix de 10 000 francs de la Société d'encouragement.
Il a construit en 1823 une lunette de 0,30 m d'ouverture qu'il a vendu en 1829 à l'astronome amateur anglais James South; en 1831, il vendit une lunette de 0,33 m à un autre amateur.
Ses lunettes lui valurent la Légion d'Honneur en 1834 après l'exposition de deux lunettes d'un diamètre hors du commun à son époque. Il se retira peu après à Deuil où il assuma les fonctions de maire de la commune de 1835 à 1844 cédant son affaire à son neveu, Rossin. Il mourut le 5 février 1845.

## Inventions
| Année | Commanditaire                                                              | Diamètre    |
| ----- | -------------------------------------------------------------------------- | ----------- |
| 1827  | James South, président de la Société astronomique de Londres               | 11 ¾ pouces |
| 1831  | Edward Cooper, pour l'observatoire d'Armagh en Irlande                     | 13 pouces   |
| 1833  | Duc de Northumberland, qui offrit la lunette à l’observatoire de Cambridge | 11 ¾ pouces |

Il fut le premier fabricant à utiliser du verre flint produit en France pour la conception de ses systèmes, il a aussi inventé un pied pour télescope capable de supporter le poids et d'orienter n'importe quel télescope de l'époque. 
Fabricant d'instruments scientifiques, il a inventé et fait réaliser par Nicolas Fortin pour Jean-Baptiste Biot un sphéromètre permettant de connaître avec précision la focale d'une lentille,. Il a construit une lunette astronomique dont l'objectif faisait 5 pouces de diamètre et qui permit d'observer les anneaux de Saturne utilisée par l'Observatoire de Paris.
Son travail fut tout particulièrement reconnu comme de grande qualité, et il produisit une grande quantité de lunettes dont cent-trente-cinq en verre flint français qu'il présenta au Bureau des longitudes et qui furent jugées d'une qualité exemplaire. Il fut par ailleurs le premier à utiliser en France le quartz à la place du verre crown pour concevoir des systèmes achromatiques.
Outre ces travaux pour l'astronomie, il inventa aussi des jumelles de théâtre possédant plusieurs grossissements, qu'il nomma lunettes polyaldes et fit breveter par l'ordonnance du 17 mai 1815.

## Publications
Robert-Aglaé Cauchoix fut aussi l'auteur de plusieurs articles et notices à propos de l'optique, notamment.
- Notice sur les lunettes polyaldes ou à grossissemens variables pour la marine et la campagne inventées par M. Cauchoix, 8 p., in octavo (OCLC 457339237, BNF 30207312)
- Instruction sur les lunettes périscopiques, Paris, 1813
- Description des lunettes murales, Paris, 1818
- Instruction sur les lunettes périscopiques inventées en Angleterre par M. Wollaston ..., annoncées en France par M. Biot ... et exécutées par M. Cauchoix, Paris, 1813 (lire en ligne)
- Notice sur les lunettes vitro-cristallines : inventées en juillet 1828, Paris, 1828

## Hommages
Des voies portent son nom :
- À Cormeilles-en-Parisis une place, où se trouvent la fontaine et le lavoir du Chenêt, entre le 3 bis et le 9 de la rue Louis-Gonse ;
- À Deuil-La-Barre une rue.